# Był sobie król (film 1955)
Był sobie król (cz. Byl jednou jeden král…) – czechosłowacka baśń filmowa z 1955 w reżyserii Bořivoja Zemana. Scenariusz filmu powstał na motywach baśni Boženy Němcovej „Sůl nad zlato”.

## Obsada
- Jan Werich jako król Já I
- Vlasta Burian jako doradca Atakdále
- Irena Kačírková jako księżniczka Drahomíra
- Stella Májová jako księżniczka Zpěvanka
- Milena Dvorská jako księżniczka Maruška
- František Černý jako kucharz
- Lubomír Lipský jako książę dzielny
- Miloš Kopecký jako książę mądry
- Miroslav Horníček jako książę piękny
- Terezie Brzková jako stara zielarka
- Zdeněk Dítě jako ogrodnik
- Josef Pehr jako dudziarz
- Vladimír Ráž jako rybak
- Marie Glázrová jako wdowa Kubátová
- Fanda Mrázek jako celnik Martínek
- František Hanus jako płóciennik
- Eman Fiala jako krawiec
- Bohuš Hradil jako dworzanin
- Karel Hovorka jako dworzanin
- Vladimír Jedenáctík jako dworzanin
- Eva Klepáčová jako kobieta na podzamczu

## Wersja polska
Reżyser polskiego dubbingu: Maria Olejniczak

Obsada dubbingu:
- Stanisław Łapiński jako król Ja I
- Aleksander Dzwonkowski jako doradca Itakdalej
- Halina Mickiewiczówna

i inni